# Conor McPherson
Conor McPherson (Dublino, 6 agosto 1971) è un regista, sceneggiatore e drammaturgo irlandese.

## Carriera
Regista e sceneggiatore irlandese molto attivo nel teatro per la produzione di testi teatrali, è noto per aver diretto il film Actors nel 2003 e per aver steso la sceneggiatura di I dilettanti di Paddy Breathnach (1997). Il regista ha ricoperto anche due piccoli ruoli nelle popolari sit-com irlandesi Paths to Freedom (2000) e Fergus's Wedding (2002), ed ha avuto un cameo nei film I dilettanti e Il mio cuore balla (Inside I'm Dancing).
Nel 1999 fu tra i destinatari del V Premio Europa Realtà Teatrali conferito al Royal Court Theatre (con Sarah Kane, Mark Ravenhill, Jez Butterworth, Martin McDonagh).

## Filmografia

### Cinema
- I dilettanti (I Went Down) – sceneggiatore (1997)
- Saltwater – regista e sceneggiatore (2000)
- Actors (The Actors) – regista e sceneggiatore (2003)
- The Eclipse – regista e sceneggiatore (2009)
- Artemis Fowl - sceneggiatore (2020)

### Televisione
- Endgame, film TV (2000) – regista
- Quirke, serie TV, 1 episodio (2014) – sceneggiatore

## Teatro

### Opere teatrali
- Rum and Vodka (1992)
- The Good Thief (1994)
- Il pergolato di tigli (This Lime Tree Bower, 1995)
- St. Nicholas (1997)
- La chiusa (The Weir, 1997)
- Dublin Carol (2000)
- Port Authority (2001)
- Come on Over (2001)
- Shining City (2004)
- Poor Beast in the Rain[2] (2005)
- The Seafarer (2006)
- The Birds (2009)
- The Veil (2011)
- The Dance of Death (2012)
- The Night Alive (2013)
- The Nest (adattamento) (2016)
- Girl from the North Country (2017)

## Opere
- Teatro (Il pergolato di tigli, La chiusa, St. Nicholas), Gremese Editore, 1999